# Vargas (James Bond)
Vargas è un henchman (tirapiedi o scagnozzo) del villain Emilio Largo, antagonista del protagonista James Bond nel romanzo Operazione tuono (1961) e nell'omonimo film del 1965.

## Caratteristiche
Descritto dal suo capo, Emilio Largo, come un uomo che non beve, non fuma e non fa l'amore, Vargas è uno spietato killer di poche parole, preferisce che i fatti parlino per lui. Vargas è totalmente fedele a Largo ed esegue alla lettera ogni suo ordine.

## Biografia

### Romanzo
Vargas partecipa al piano orchestrato da Largo di rubare due testate nucleari della NATO.

### Film
Insieme a Fiona Volpe e ai suoi sgherri rapisce l'assistente di Bond, Paula Caplan, per estorcerle informazioni segrete, ma la ragazza si suicida. In seguito catturano 007, ma questi riesce a fuggire in mezzo alla folla.
Quando cercherà di assassinare 007 insieme a Domino verrà colpito in pieno torace da Bond con un colpo di fiocina che lo inchioderà ad una palma.
Nella versione originale del film Bond dopo aver ucciso Vargas pronuncia la celebre frase "È rimasto veramente colpito!", mentre nel doppiaggio italiano la frase diventa "Pierino non farà più la spia.".